# Pelekium synoicum
Pelekium synoicum är en bladmossart som beskrevs av Andries Touw 2001. Pelekium synoicum ingår i släktet Pelekium och familjen Thuidiaceae. Inga underarter finns listade i Catalogue of Life.